# Aspidytidae
Los aspidítidos (Aspidytidae) son una familia de coleópteros adéfagos relativamente nueva, descubierta en 2002. Tiene únicamente dos especies, una en China, Aspidytes wrasei  y otra en Sudáfrica, Aspidytes niobe.